# Ruski federalni gradovi
Ruska Federacija se dijeli na 85 federalnih subjekata, koji su jedinice njenog upravnog sustava. 
Dva subjekta su savezni gradovi.

## Popis saveznih gradova
1. Moskva
2. Sankt-Peterburg
3. Sevastopolj (de facto)